# Трупер (Пенсилванија)
Трупер (енгл. Trooper) насељено је место без административног статуса у америчкој савезној држави Пенсилванија.

## Демографија
По попису из 2010. године број становника је 5.744, што је 317 (-5,2%) становника мање него 2000. године.
| Група             | 2000.         | 2010.         |
| Белци             | 5.503 (90,8%) | 4.990 (86,9%) |
| Афроамериканци    | 79 (1,3%)     | 128 (2,2%)    |
| Азијати           | 341 (5,6%)    | 388 (6,8%)    |
| Хиспаноамериканци | 89 (1,5%)     | 185 (3,2%)    |
| Укупно            | 6.061         | 5.744         |